# A la deriva (pel·lícula del 2018)
A la deriva (títol original, Adrift) és una pel·lícula americana de drama romàntic del 2018 produïda i dirigida per Baltasar Kormákur i escrita per David Branson Smith, Aaron Kandell i Jordan Kandell. Basada en una història real i ambientada el 1983, les protagonistes de la pel·lícula són Shailene Woodley i Sam Claflin interpretant una parella que està perduda al mig de l'oceà Pacífic després d'un huracà i que ha de trobar la manera de tornar a Hawaii amb un vaixell danyat i sense radio. Ha estat doblada i subtitulada al català.
A la deriva es va estrenar als Estats Units l'1 de juny de 2018 per STXfilms i va rebre una crítica variada, que van elogiar la interpretació de Woodley i la cinematografia però van criticar-ne la narrativa familiar.

## Argument
A la deriva s'inspira lliurement en la història real de dos mariners experimentats, Tami Oldham i Richard Sharp, que s'embarcaren en un viatge d'entrega de 6500 km amb el iot Hazana de 13 m des de Tahití a San Diego el 1983. Van anar a parar directament a l'huracà Raymond. Després de la tempesta, Tami es desperta i troba el Richard greument ferit i el seu vaixell destrossat. Sense cap esperança en ser rescatats, Tami ha de trobar la força i la determinació suficients per salvar-se a si mateixa i salvar l'únic home que ha estimat.

## Repartiment
- Shailene Woodley com a Tami Oldham
- Sam Claflin com a Richard Aguda
- Thomas Jeffrey com a Peter
- Elizabeth Hawthorne com a Christine

## Producció
STX Entertainment va adquirir A la deriva el febrer de 2017. L'estudi havia de produir i distribuir el film, protagonitzat per Shailene Woodley en el paper de Tami Oldham, i dirigit per Baltasar Kormákur amb un guió d'Aaron i Jordan Kandell. Els Kandell i Woodley també produirien el film, juntament amb Kormákur a través del seu RVK Studios, i Ralph Winter. L'abril de 2017, Miles Teller va entrar en negociacions pel paper de co-protagonista de Woodley, amb qui ja havia col·laborat quatre cops. Tanmateix, el maig de 2017 Sam Claflin es va unir al ventall amb el paper pensat per Teller, qui va haver-hi de renunciar per "conflicte d'horaris".
La fotografia principal del film va començar el juliol de 2017 a Fiji i es va allargar cinc setmanes. L'elenc i l'equip van fer viatges de dos hores amb vaixell a l'oceà cada dia i Woodley va afirmar que força membres havien patit cinetosi al llarg de la gravació.

### Música
El compositor Hauschka, nominat als Oscar, va compondre'n la banda sonora. La banda sonora del film inclou la seva música així com una versió de la cançó de Tom Waits "I Hope That I Don't Fall in Love with You" per Emilíana Torrini. La cançó de Waits "Picture In A Frame", que sona durant el l'escena del muntatge de Tami Oldham Ashraft abans dels crèdits, apareix al film però no a la banda sonora. La banda sonora ha estat llançada per Sony Classical i està disponible a Apple Music, Spotify i Amazon Music.

## Estrena
A la deriva es va estrenar l'1 de juny de 2018 als Estats Units per STX Entertainment. STX va proporcionar 3 dels 35 milions de dòlars del pressupost de producció, amb 25 milions de dòlars addicionals gastats en promoció i publicitat.

### Recaptació
A dia 24 de juny de 2018, A la deriva ha recaptat 29,1 milions de dòlars als Estats Units i al Canadà, i 2,1 milions en altres territoris, fent un total de 31,2 milions de dòlars contra un pressupost de producció de 35 milions de dòlars.
Als Estats Units i al Canadà, A la deriva va ser estrenada al mateix temps que Action Point i Upgrade i es va preveure que recaptaria entre 10 i 15 milions de dòlars de 3015 cinemes el primer cap de setmana. La pel·lícula va fer 4,2 milions de dòlars el primer dia, incloent-hi 725.000 dòlars dels avançaments de dijous al vespre. Es va estrenar amb 11,6 milions de dòlars de recaptació, en tercera posició, darrere de Solo: A Star Wars Story i Deadpool 2; el 62% de l'audiència era femenina i el 69% tenia més de 25 anys. La recaptació va caure un 55% fins a 5,3 milions de dòlars la segona setmana, acabant en sisena posició.

### Recepció de la crítica
A la web de crítiques Rotten Tomatoes, el film té un índex d'aprovació del 70% basat en 105 ressenyes i una puntuació mitjana de 6,2 sobre 10. El consens crític de la web diu: "A la deriva navega suaument entre la història d'amor i el drama de supervivència, gràcies en gran manera a una interpretació central commovedora de Shailene Woodley." A Metacritic, el film té una puntuació mitjana agregada de 56 sobre 100, basada en 29 crítics, cosa que indica "ressenyes mixtes o regulars". El públic enquestat per CinemaScore va donar al film una nota mitjana de B en una escala d'A+ a F.
David Ehrlich de IndieWire va donar al film un "B-" i va lloar la interpretació de Woodley, dient: "Quan tota la resta falla, i ho fa de vegades, Woodley és allà per redreçar el vaixell. És eminentment creïble com un fuet llest, hipercapaç, un ésser humà de ferro que encara troba una manera de dubtar de si mateix... En el millor dels casos torna A la deriva en una història commovedora sobre una viatgera de soca-rel que necessita una àncora per descobrir la seva força." Joy Watson de Exclaim! puntuà el film amb un 6 sobre 10, lloant la interpretació de Woodley i l'impressionant direcció visual de Kormákur però criticant la incapacitat de la pel·lícula per permetre que la protagonista pugui triomfar per ella mateixa sense necessitar ajuda de la seva parella masculina.